# Wacław Budrewicz
Wacław Tadeusz Budrewicz (ur. 11 listopada 1895 w Brytawce, zm. wiosną 1940 w Charkowie) – podpułkownik dyplomowany piechoty Wojska Polskiego, kawaler Orderu Virtuti Militari, ofiara zbrodni katyńskiej.

## Życiorys
Urodził się 11 listopada 1895 we wsi Brytawka, w ówczesnym powiecie olhopolskim guberni podolskiej, w rodzinie Stefana i Józefy z Jasieńskich. W latach 1905–1914 uczęszczał do gimnazjum w Humaniu, w którym uzyskał maturę. Następnie ukończył sześć semestrów na Wydziale Prawnym Uniwersytetu Kijowskiego.
W 1916 został powołany do armii rosyjskiej. Jesienią tego roku, po ukończeniu Odeskiej Szkoły Wojskowej (ros. Одесское военное училище) w Odessie, został wysłany na front. Po rewolucji wstąpił do 4 Dywizji Strzelców Polskich.
Uczestnik wojny polsko-bolszewickiej w szeregach 31 pułku piechoty. 18 sierpnia 1920 na czele I batalionu wziął udział w zdobyciu Wyszkowa, w którym znajdowało się dowództwo bolszewickiej 3 Armii. 
3 maja 1922 został zweryfikowany w stopniu kapitana ze starszeństwem z dniem 1 czerwca 1919 i 1930. lokatą w korpusie oficerów piechoty, a jego oddziałem macierzystym był nadal 31 pp. W 1923 pełnił obowiązki dowódcy I batalionu. W sierpniu następnego roku został przydzielony do Oddziału Wyszkolenia Sztabu Dowództwa Okręgu Korpusu Nr IV w Łodzi na stanowisko referenta, pozostając oficerem nadetatowym 31 pp. 1 grudnia 1924 został mianowany majorem ze starszeństwem z dniem 15 sierpnia 1924 i 241. lokatą w korpusie oficerów piechoty. Z dniem 2 stycznia 1925 został przeniesiony do Korpusu Ochrony Pogranicza i wyznaczony na stanowisko I oficera sztabu 3 Brygady Ochrony Pogranicza w Wilejce. Następnie służył jako dowódca 22 baonu granicznego w Trokach. 10 września 1927 został przeniesiony z KOP do kadry oficerów piechoty z równoczesnym przeniesieniem służbowym do Ministerstwa Skarbu. 5 listopada 1928 został przeniesiony służbowo do batalionu podchorążych rezerwy piechoty nr 9 w Berezie Kartuskiej na stanowisko dowódcy. Po ukończeniu Wyższej Szkoły Wojennej w Warszawie został przeniesiony do Dowództwa Okręgu Korpusu Nr I w Warszawie na stanowisko szefa Wydziału Ogólnego. 

W listopadzie 1933 został przeniesiony do 72 pułku piechoty w Radomiu na stanowisko dowódcy batalionu. 24 stycznia 1934 został awansowany na podpułkownika ze starszeństwem z dniem 1 stycznia 1934 i 6. lokatą w korpusie oficerów piechoty. W kwietniu 1934 roku został przeniesiony do 34 pułku piechoty w Białej Podlaskiej na stanowisko zastępcy dowódcy pułku. 18 kwietnia 1935 został przeniesiony do Dowództwa Okręgu Korpusu Nr II w Lublinie na stanowisko szefa sztabu. 10 czerwca 1938 roku objął dowództwo 34 pp i na jego czele walczył w kampanii wrześniowej 1939 roku. Ranny w bitwie w Borach Tucholskich został przetransportowany do szpitala w Brześciu, gdzie dostał się do niewoli sowieckiej. Uwięziony w obozie w Starobielsku. Wiosną 1940 został zamordowany przez funkcjonariuszy NKWD w Charkowie i pogrzebany potajemnie w masowej mogile w Piatichatkach, gdzie od 17 czerwca 2000 mieści się oficjalnie Cmentarz Ofiar Totalitaryzmu w Charkowie.
5 października 2007 minister obrony narodowej Aleksander Szczygło – decyzją nr 439/MON – mianował go pośmiertnie na stopień pułkownika. Awans został ogłoszony 9 listopada 2007 w Warszawie, w trakcie uroczystości „Katyń Pamiętamy – Uczcijmy Pamięć Bohaterów”.

## Ordery i odznaczenia
- Krzyż Srebrny Orderu Wojskowego Virtuti Militari nr 1141[2][26] – 28 lutego 1921[27]
- Krzyż Kawalerski Orderu Odrodzenia Polski – 10 listopada 1928 „za zasługi położone około zabezpieczenia granic”[28][29]
- Krzyż Walecznych trzykrotnie[30]
- Złoty Krzyż Zasługi – 10 listopada 1938 „za zasługi w służbie wojskowej”[31][32]
- Medal Pamiątkowy za Wojnę 1918–1921[30]
- Medal Dziesięciolecia Odzyskanej Niepodległości[30]
- Medal Zwycięstwa[30]
- Złoty Medal Waleczności (Jugosławia)[33][30]